# Klacken
Klacken is een Zweeds eiland behorend tot de Pite-archipel. Het is gelegen ten zuidwesten van Mannön. Het eiland heeft geen oeververbinding; kent wel enige bebouwing in de hoedanigheid van een of meer overnachtinghuisjes. Ten noordoosten van het eiland liggen twee naamloze zandbanken. Het eiland maakt deel uit van het Patta Peken Natuurreservaat.